# یوری آورباخ

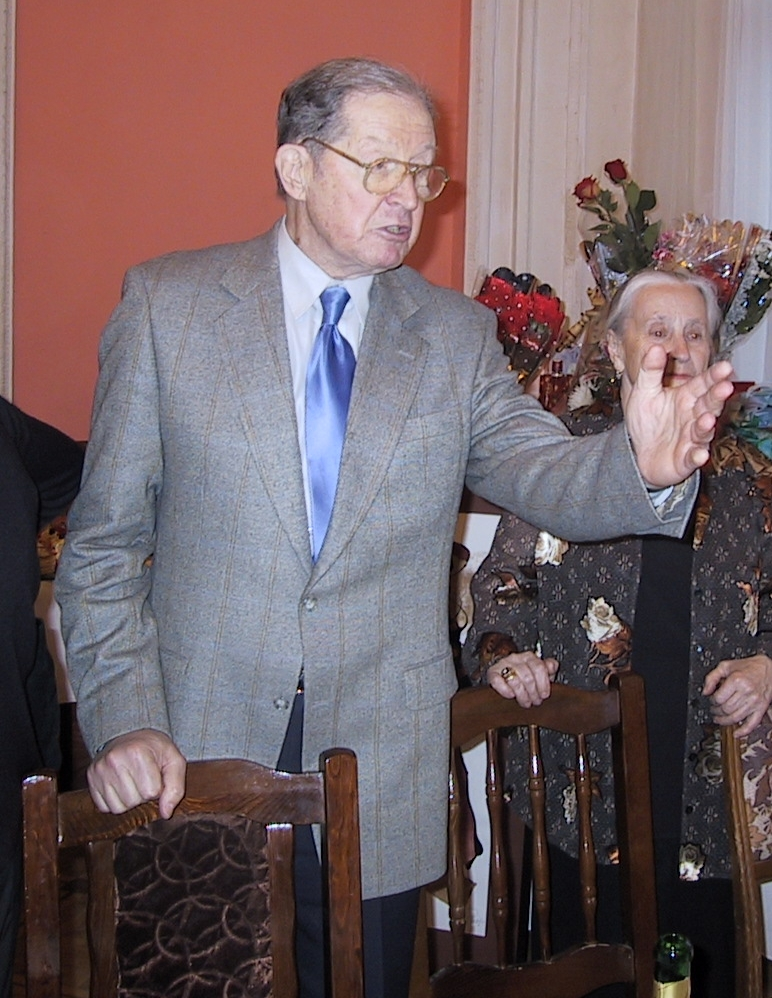

یوری آورباخ (به روسی: Юрий Львович Авербах)‏؛ زادهٔ ۸ فوریهٔ ۱۹۲۲ – ۷ مهٔ ۲۰۲۲) شطرنج‌باز‍‍، استاد بزرگ شطرنج و نویسنده بود.

## تولد
اورباخ که پدرش از یهودیان آلمانی بود، در ۸ فوریهٔ ۱۹۲۲ زاده شد.

## مسئولیت‌ها
وی از سال ۱۹۷۳ تا ۱۹۷۸ رئیس فرداسیون شطرنج شوروی بود.

## جوایز
او در مسابقات شطرنج ۱۹۴۹ مسکو قهرمان شد و بر یکوب استرین و ولادمیر سیماگین غلبه کرد.
همچنین در مسابقات سال ۱۹۵۴ قهرمان شد.
وی در سال ۱۹۵۲ به مقام استاد بزرگ در شطرنج رسید و در سال ۲۰۱۷ به عنوان کهنسال‌ترین استاد بزرگ شطرنج جهان مطرح شد.

## درگذشت
وی سرانجام در ۷ مهٔ ۲۰۲۲ در سن ۱۰۰ سالگی در منزل خود درگذشت.